# Fantasztikus realizmus
A fantasztikus realizmus (németül: Phantastischer Realismus) kifejezés néhány osztrák és német művésznek (pl. Ernst Fuchs, Erich Bauer, Rudolf Hausner, Wolfgang Hutter és Anton Lehmden) az 1960-as évek elején kialakított művészeti irányzatára használatos. 
Az új művészeti stílushoz tartozó alkotók sajátos világukat a háború előtti szürrealizmus egyes változatait folytatva alakították ki - mindenekelőtt Dalíét, Tanguyét és Bellmerét követve -, festéstechnikájukat virtuóz jelleg jellemzi, témájuk irodalmias, erotikus és mitológiai beütésektől sem mentes, gyakran a manierizmus jegyeit is felmutató, ugyanakkor akár fantasztikus, kozmikus traumák, apokaliptikus víziók megjelenítésével.  Általában rendkívül élénk színeket használtak, figuráikban pedig a naiv festészet, a pop-art vagy akár Hieronymus Bosch fantasztikus világának nyomai egyaránt felfedezhetők. Mozgalmukról a szakirodalom mint a bécsi fantasztikus realizmus iskolájáról beszél, mivel azon kevesek közé tartoznak képviselőik, akik a háború utáni művészet alapjában nemzetközi, nemzetfeletti légkörében kifejezetten nemzeti irányzatot hoztak létre.  A Johann Muschik osztrák kritikus szerint a kifejezés a sztálini realizmussal ellentétben, a hidegháború légkörében született, más kritikusok szerint az absztrakt expresszionizmussal szembe fordulva. 
A mozgalom alapítójának a Bécsi Képzőművészeti Akadémia professzorát, Albert Paris Gütersloht tekintik, egyik szellemi atyjának Edgar Jenét. Az iskola tagjainak első bemutatkozása 1959-ben a bécsi Belvedere-ben tartott közös kiállításukkor volt.
A fantasztikus realizmushoz a további művészek kapcsolhatók: Fritz Aigner, Ludwig Valentin Angerer, Hans Bellmer, Arik Brauer, Gisela Breitling, Peter Collien, Otfried H. Culmann, Edgar Ende, Ernst Fuchs, Hansruedi Giger, Fabius von Gugel, Joe Hackbarth, Thomas Häfner, Friedrich Hechelmann, Wolfgang Hutter, Rudolf Hausner, Friedensreich Hundertwasser, Peter Klitsch, Anton Lehmden, Helmut Leherb, Franz Radziwill, Gerhard Swoboda, Bruno Weber, Carel Willink és Mac Zimmermann.

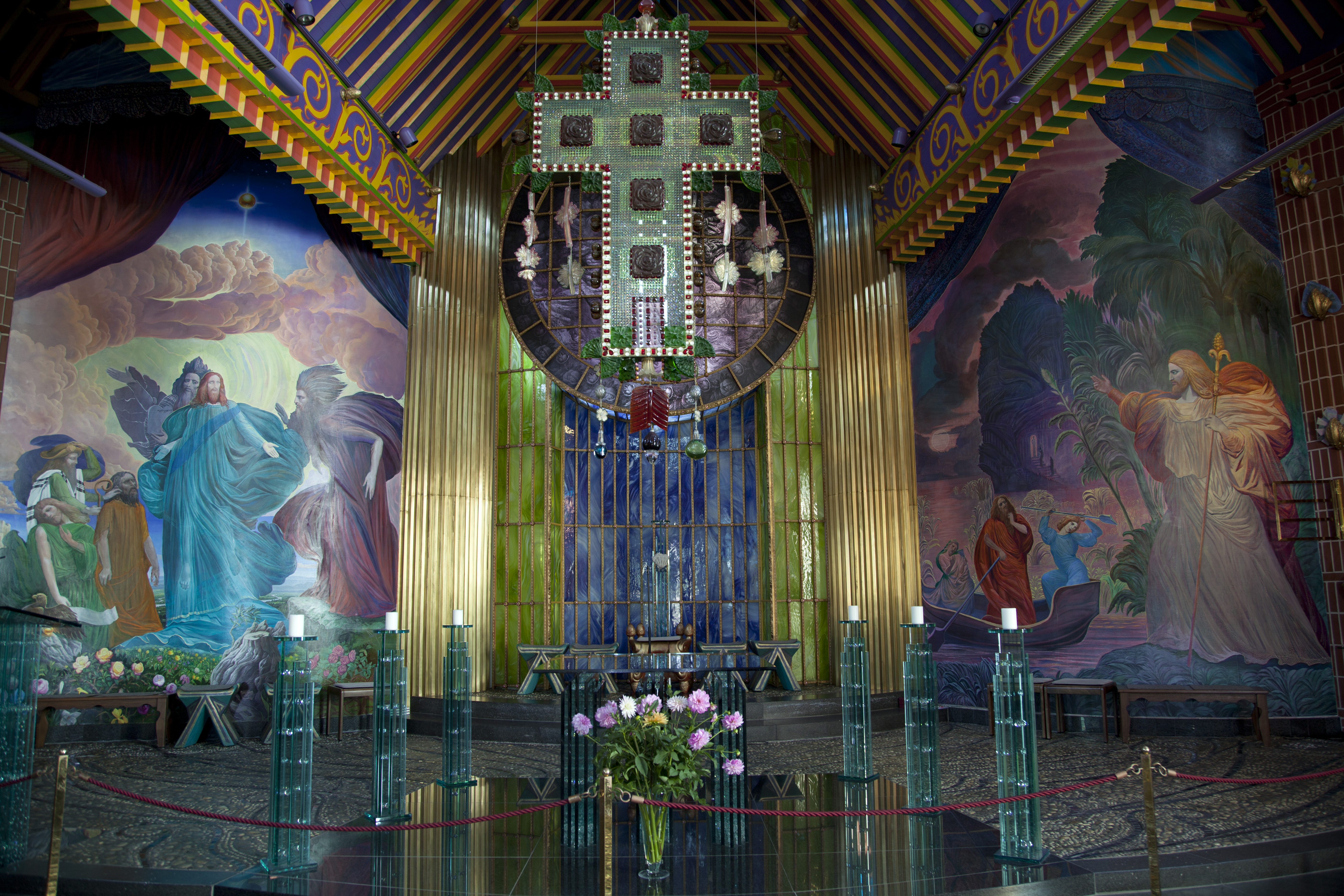
Ernst Fuchs, Szent Jakab plébániatemplom (Thal, 1994)
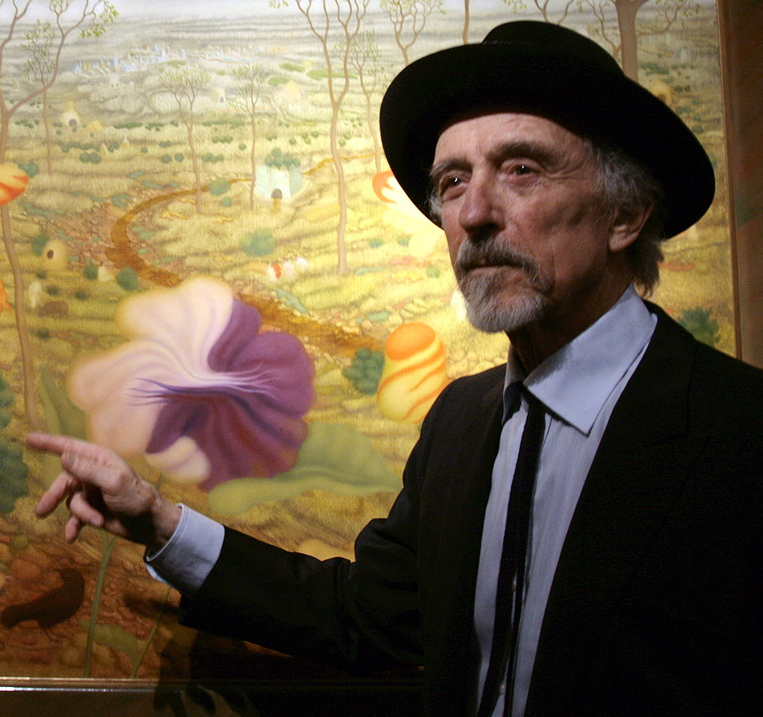
Arik Brauer Önarckép
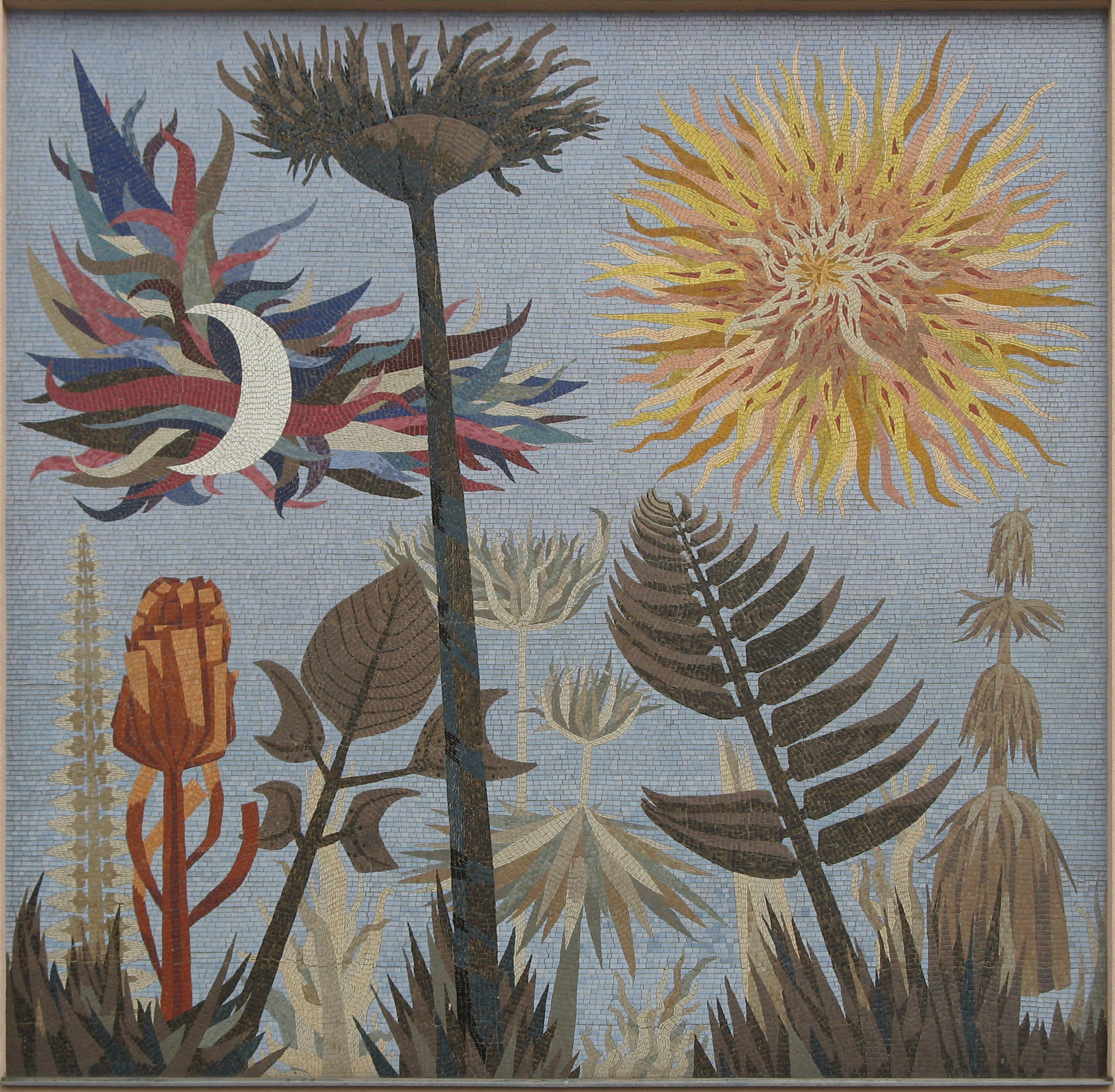
Wolfgang Hutter Virágok és égitestek, mozaik (1958)
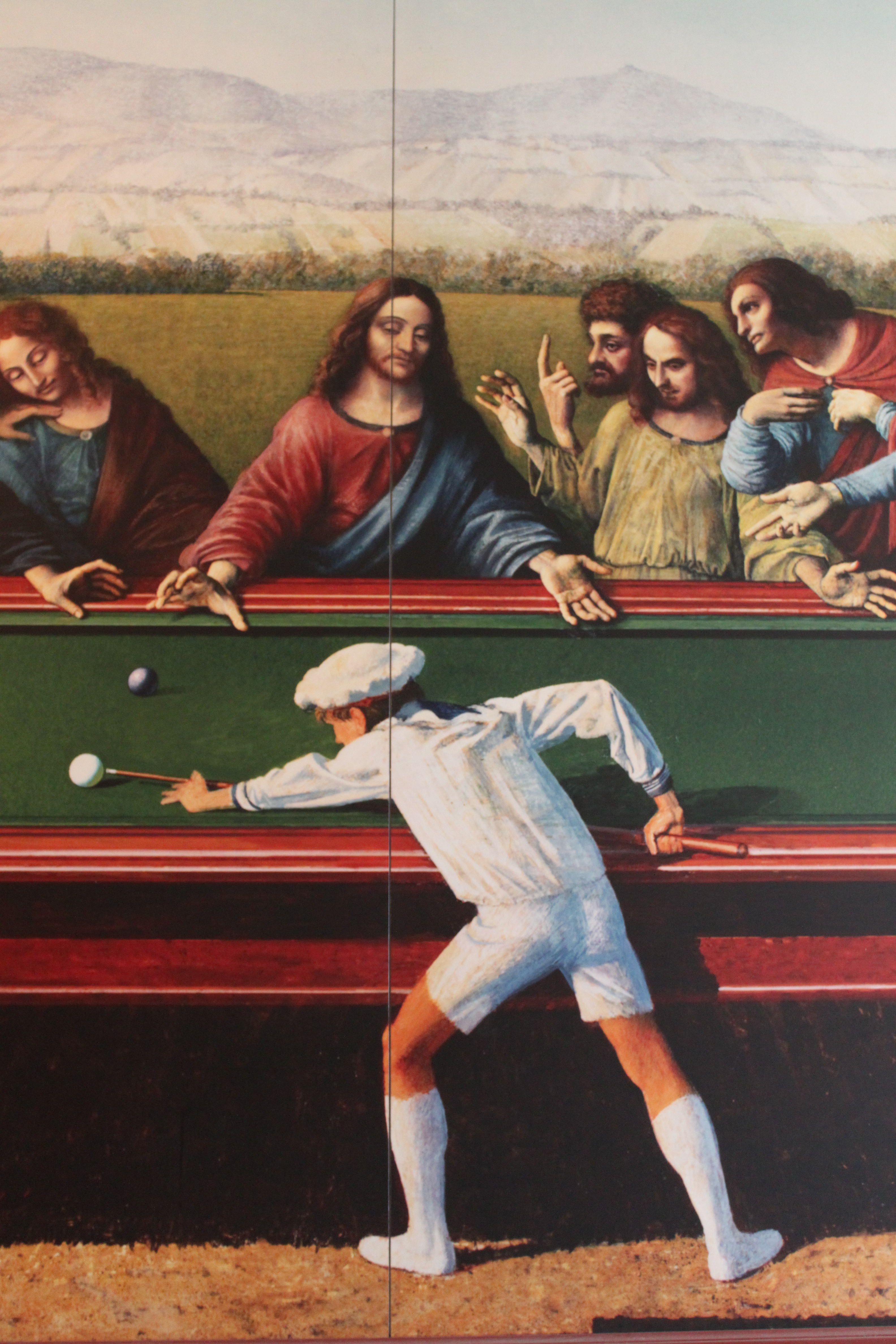
Rudolf Hausner Adam vor den Autoritäten  (1994)
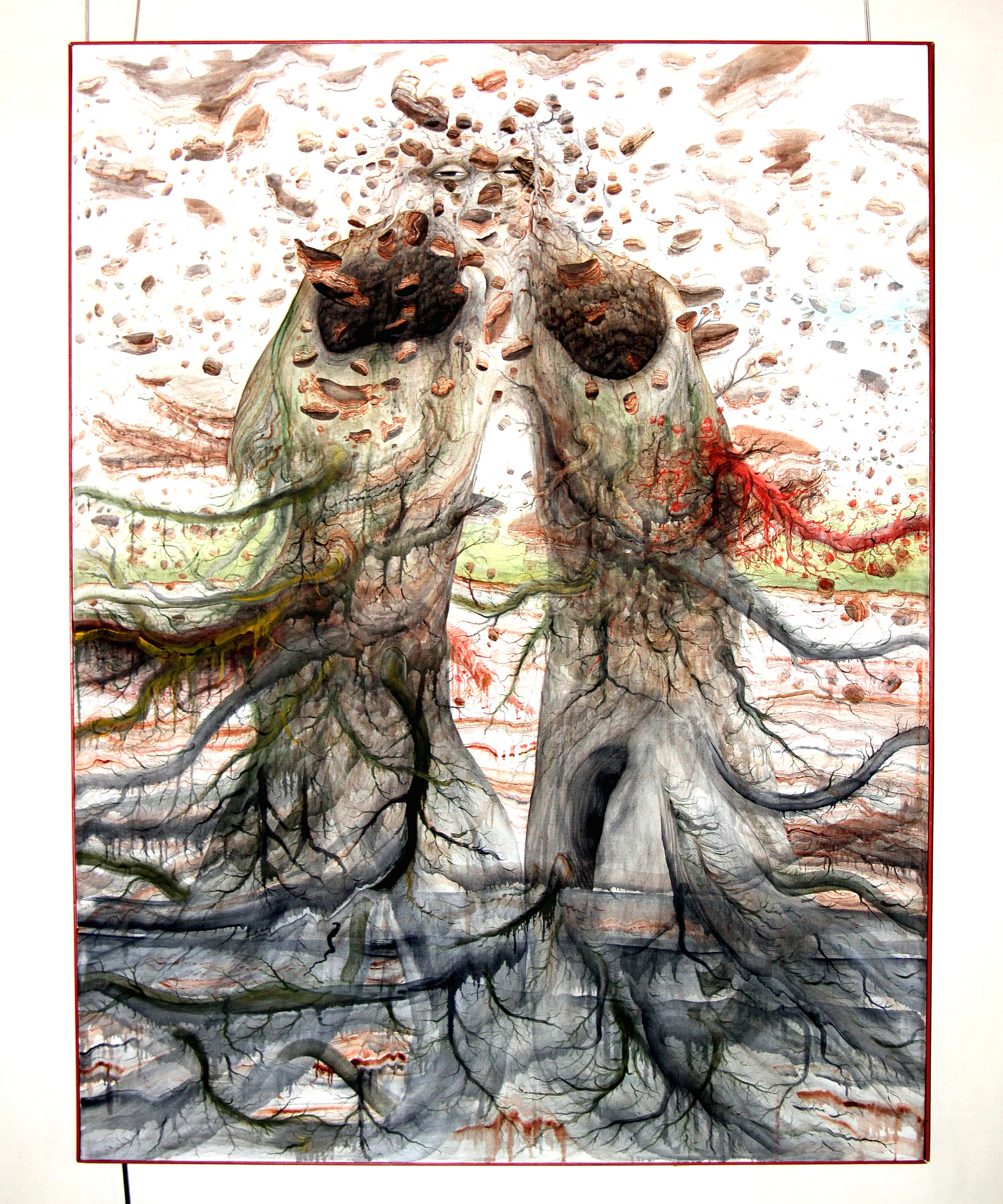
Anton Lehmden festménye